# Château d'eau de l'allée Wiśniowa de Wrocław

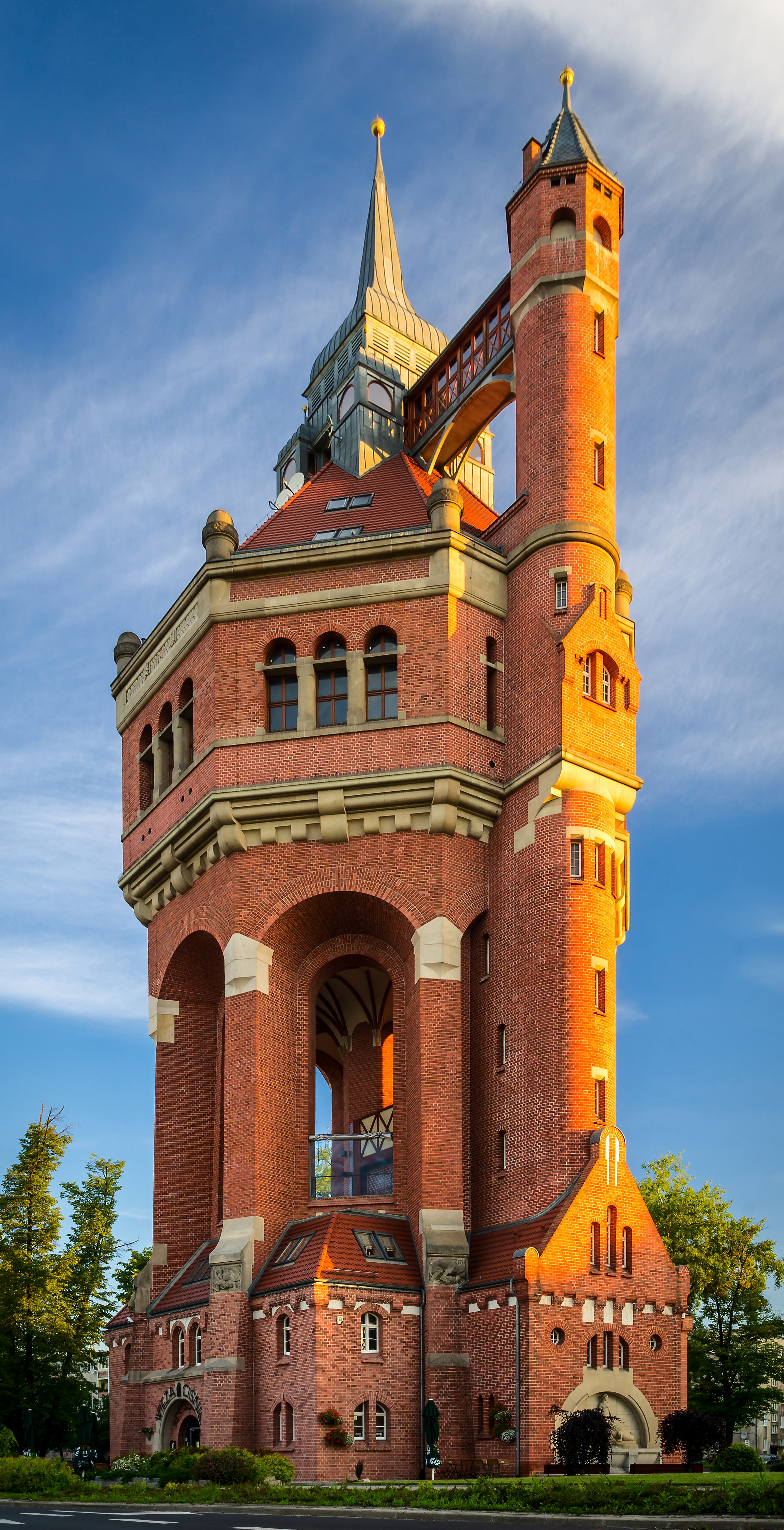
Vue de la rue Ślężna

Le château d'eau de l'allée Wiśniowa (en polonais Wieża ciśnień przy alei Wiśniowej), est un château d'eau situé dans le quartier de Borek à Wrocław, en Pologne. L'adresse officielle est : 125a rue Sudecka, il se trouve en fait en plein milieu de l'allée Wiśniowa. La tour a une hauteur de 62 mètres. Aux deux tiers de sa hauteur (à 42 mètres du sol) se trouve une plateforme d'observation, de laquelle on peut admirer le panorama de la ville, et même – par temps clair – apercevoir le mont Ślęża éloigné de trente kilomètres, ou les Sudètes distants de près de cent kilomètres.
Sa construction fut réalisée dans les années 1903-1904 selon le projet de Karl Klimm sur la rive gauche de la ville, et en 1906 ont été accueillies les premières personnes désirant contempler le panorama. À partir de 1908, le personnel du château accrocha à sa pointe un drapeau rouge les jours où les conditions atmosphériques permettaient d'avoir une bonne vue du paysage. Le prix pour utiliser l'ascenseur menant à la plateforme était alors de 10 pfennige. Durant le siège de Festung Breslau en 1945 le château remplit le rôle de tour d'observation en direction du front. Depuis la fin de la Seconde Guerre mondiale jusque dans les années 1990, le château ne fut ni entretenu, ni ouvert au tourisme, bien que sa citerne fut encore utilisée jusqu'au milieu des années 1980 pour le système de distribution de l'eau potable de la ville. Enfin en 1996, le château fut acheté par Stephan Helmut, et complètement restauré (les travaux coûtèrent environ deux millions et demi d'euros). Il abrite désormais un restaurant nommé « Wieża Ciśnień », un centre de conférence et une plateforme d'observation.
Le château d'eau représente une forme de style éclectique avec des éléments d'architecture de type sécession dans les ornements et les sculptures, mélangent des formes néo-gothiques (coupole sous le réservoir) avec un style néoroman.

## Voir liens
- Wieża Ciśnień
- photos sur Wratislaviae Amici
- Château d'eau à Wrocław